# Washington Ortuño
Washington Ortuño (Montevideo, Uruguay, 13 de mayo de 1928 - 15 de septiembre de 1973) fue un futbolista uruguayo que jugaba de mediocampista. 

## Trayectoria
Durante toda su vida futbolística solamente vistió la camiseta de un cuadro, y fue la de su Peñarol de Montevideo, cuadro con el que logró dos campeonatos uruguayos. Sufrió una desafortunada lesión en 1951 que lo dejaría afuera de las canchas acabando con su carrera profesional. A pesar de todo intentó volver a jugar en 1954 pero sin éxito.

## Selección nacional
Ha sido internacional con la Selección de fútbol de Uruguay en varias oportunidades, llegando a representar a su país en la Copa Mundial de Fútbol de 1950 mas sin ingresar en ningún partido.

### Participaciones en Copas del Mundo
| Mundial                        | Sede   | Resultado |
| ------------------------------ | ------ | --------- |
| Copa Mundial de Fútbol de 1950 | Brasil | Campeón   |

## Clubes
| Club    | País    | Año       |
| ------- | ------- | --------- |
| Peñarol | Uruguay | 1946-1951 |

## Palmarés

### Campeonatos nacionales
| Título              | Club    | País    | Año  |
| ------------------- | ------- | ------- | ---- |
| Campeonato Uruguayo | Peñarol | Uruguay | 1949 |
| Campeonato Uruguayo | Peñarol | Uruguay | 1951 |

### Copas internacionales
| Título                 | Club                 | País   | Año  |
| ---------------------- | -------------------- | ------ | ---- |
| Copa Mundial de Fútbol | Selección de Uruguay | Brasil | 1950 |

(*) Incluyendo la selección